# Gosei 1976
Il Gosei 1976 è stata la prima edizione del torneo goistico giapponese Gosei. Al detentore del soppresso All Japan First Place Hideo Otake è stato garantito l'accesso alla finale come se fosse il detentore del nuovo titolo.

## Svolgimento
- W indica vittoria col bianco
- B indica vittoria col nero
- X indica la sconfitta
- +R indica che la partita si è conclusa per abbandono
- +N indica lo scarto dei punti a fine partita
- +F indica la vittoria per forfeit
- +T indica la vittoria per timeout
- +? indica una vittoria con scarto sconosciuto
- V indica una vittoria in cui non si conosce scarto e colore del giocatore

### Qualificazioni
|  | Semifinali        | Semifinali     | Semifinali |                |     | Finale | Finale | Finale |  |
|  |                   |                |            |                |     |        |        |        |  |
|  | Yoshio Ishida     |                |            |                |     |        |        |        |  |
|  |                   |                |            |                |     |        |        |        |  |
|  | Toshiro Yamabe    | Toshiro Yamabe | W+R        |                |     |        |        |        |  |
|  | Toshiro Yamabe    | Toshiro Yamabe | W+R        | Toshiro Yamabe |     |        |        |        |  |
|  |                   |                |            |                |     |        |        |        |  |
|  |                   |                | Cho Chikun | Cho Chikun     | W+R |        |        |        |  |
|  | Cho Chikun        | Cho Chikun     | Cho Chikun | Cho Chikun     | W+R | B+R    |        |        |  |
|  | Cho Chikun        | Cho Chikun     |            |                |     |        |        |        |  |
|  | Satsuo Ushinohama |                |            |                |     |        |        |        |  |

|  | Semifinali        | Semifinali | Semifinali |     |  | Finale | Finale | Finale |  |
|  |                   |            |            |     |  |        |        |        |  |
|  | Masao Katō        | Masao Katō | W+R        |     |  |        |        |        |  |
|  | Masao Katō        | Masao Katō | W+R        |     |  |        |        |        |  |
|  | Norio Kudo        |            |            |     |  |        |        |        |  |
|  |                   | Masao Katō | Masao Katō | B+R |  |        |        |        |  |
|  |                   |            |            | B+R |  |        |        |        |  |
|  |                   |            | Rin Kaiho  |     |  |        |        |        |  |
|  | Hideyuki Fujisawa |            |            |     |  |        |        |        |  |
|  |                   |            |            |     |  |        |        |        |  |
|  | Rin Kaiho         | Rin Kaiho  | W+R        |     |  |        |        |        |  |

|  | Semifinali      | Semifinali      | Semifinali      |     |  | Finale | Finale | Finale |  |
|  |                 |                 |                 |     |  |        |        |        |  |
|  | Hosai Fujisawa  | Hosai Fujisawa  | W+R             |     |  |        |        |        |  |
|  | Hosai Fujisawa  | Hosai Fujisawa  | W+R             |     |  |        |        |        |  |
|  | Eio Sakata      |                 |                 |     |  |        |        |        |  |
|  |                 | Hosai Fujisawa  | Hosai Fujisawa  | B+R |  |        |        |        |  |
|  |                 |                 |                 | B+R |  |        |        |        |  |
|  |                 |                 | Shoji Hashimoto |     |  |        |        |        |  |
|  | Nobuaki Maeda   |                 |                 |     |  |        |        |        |  |
|  |                 |                 |                 |     |  |        |        |        |  |
|  | Shoji Hashimoto | Shoji Hashimoto | V               |     |  |        |        |        |  |

|  | Semifinali          | Semifinali          | Semifinali          |                     |       | Finale | Finale | Finale |  |
|  |                     |                     |                     |                     |       |        |        |        |  |
|  | Yoshio Segawa       |                     |                     |                     |       |        |        |        |  |
|  |                     |                     |                     |                     |       |        |        |        |  |
|  | Shinzo Ishii        | Shinzo Ishii        | V                   |                     |       |        |        |        |  |
|  | Shinzo Ishii        | Shinzo Ishii        | V                   | Shinzo Ishii        |       |        |        |        |  |
|  |                     |                     |                     |                     |       |        |        |        |  |
|  |                     |                     | Toshihiro Shimamura | Toshihiro Shimamura | W+1,5 |        |        |        |  |
|  | Toshihiro Shimamura | Toshihiro Shimamura | Toshihiro Shimamura | Toshihiro Shimamura | W+1,5 | B+R    |        |        |  |
|  | Toshihiro Shimamura | Toshihiro Shimamura |                     |                     |       |        |        |        |  |
|  | Kiyonori Kanno      |                     |                     |                     |       |        |        |        |  |

|  | Semifinali         | Semifinali       | Semifinali       |     |  | Finale | Finale | Finale |  |
|  |                    |                  |                  |     |  |        |        |        |  |
|  | Kōichi Kobayashi   | Kōichi Kobayashi | B+R              |     |  |        |        |        |  |
|  | Kōichi Kobayashi   | Kōichi Kobayashi | B+R              |     |  |        |        |        |  |
|  | Yoshihisa Miyamoto |                  |                  |     |  |        |        |        |  |
|  |                    | Kōichi Kobayashi | Kōichi Kobayashi | B+R |  |        |        |        |  |
|  |                    |                  |                  | B+R |  |        |        |        |  |
|  |                    |                  | Kaku Takagawa    |     |  |        |        |        |  |
|  | Shoichi Takagi     |                  |                  |     |  |        |        |        |  |
|  |                    |                  |                  |     |  |        |        |        |  |
|  | Kaku Takagawa      | Kaku Takagawa    | W+R              |     |  |        |        |        |  |

### Lega
| Giocatore           | M.K. | C.C. | T.S. | K.K. | H.F.  | Risultato | Note |
| ------------------- | ---- | ---- | ---- | ---- | ----- | --------- | ---- |
| Masao Katō          | –    | W+R  | B+R  | W+R  | B+3,5 | 4-0       |      |
| Cho Chikun          | X    | –    | X    | X    | W+R   | 1-3       |      |
| Toshihiro Shimamura | X    | B+R  | –    | X    | B+R   | 2-2       |      |
| Kōichi Kobayashi    | X    | W+R  | B+R  | –    | X     | 2-2       |      |
| Hosai Fujisawa      | X    | X    | X    | B+R  | –     | 1-3       |      |

### Finale
La finale è una sfida al meglio delle cinque partite, Hideo Otake ha affrontato lo sfidante scelto tramite il processo di qualificazione.